# Andrea Favilli
Andrea Favilli (Pisa, 17 de mayo de 1997) es un futbolista italiano que juega de delantero en el SSC Bari de la 
Serie B de Italia.

## Trayectoria
Comenzó su carrera en las categorías inferiores de la A. S. Livorno Calcio. Durante su estancia en el Livorno estuvo cedido en la cantera de la Juventus F. C., equipo con el que además debutó en la Serie A el 7 de febrero de 2016 con el Frosinone Calcio, y en el Ascoli Calcio.
Tras jugar 30 partidos y marcar 8 goles con el Ascoli, el club italiano se decidió por ficharlo para la siguiente temporada. A pesar de que su rendimiento descendió, la Juventus F. C. le fichó en 2018, y lo cedió al Genoa C. F. C., dado su juventud y su progresión.

## Clubes
| Club                              | País   | Año       |
| --------------------------------- | ------ | --------- |
| A. S. Livorno Calcio              | Italia | 2015-2017 |
| Juventus F. C. (cedido)           | Italia | 2015-2016 |
| Ascoli Calcio F. C. 1898 (cedido) | Italia | 2016-2017 |
| Ascoli Calcio F. C. 1898          | Italia | 2017-2018 |
| Juventus F. C.                    | Italia | 2018-2019 |
| Genoa C. F. C. (cedido)           | Italia | 2018-2019 |
| Genoa C. F. C.                    | Italia | 2019-     |
| Hellas Verona F. C. (cedido)      | Italia | 2020-2021 |
| A. C. Monza (cedido)              | Italia | 2021-2022 |
| Ternana Calcio (cedido)           | Italia | 2022-2024 |